# Dennis Eilhoff
Dennis Eilhoff (Witten, 31 luglio 1982) è un ex calciatore tedesco, di ruolo portiere.

## Carriera

### Giovanili
Eilhoff inizia la carriera nel 1990 nel SC Delbrück. Quattro anni dopo, gioca per il TuS Paderborn-Neuhaus, l'attuale SC Paderborn 07. Nel 1996, passa all'Arminia Bielefeld.
Nel 1999 ha fatto parte della squadra Nazionale Under-17 al mondiale di categoria in Nuova Zelanda, senza però mai scendere in campo.